# 王锐生
王锐生（1928年—），男，广东台山人，中国哲学家，曾任中国社会科学院哲学研究所研究员、首都师范大学教授、博士生导师。